# Hayden Herrera
Œuvres principales
Frida : a biography of Frida Kahlo (1983), Arshile Gorky : His Life and Work (2005), Listening to Stone : The Art and Life of Isamu Noguchi (2015)
Hayden Herrera, née en 1940, est une biographe et historienne de l'art américaine.

## Biographe
Hayden Herrera est une historienne de l'art. Elle a donné de nombreuses conférences et organisé plusieurs expositions d'art. Lauréate d'une bourse Guggenheim, elle enseigne également l'art latino-américain à l'Université de New York,.  Elle est diplômée d'un doctorat du CUNY Graduate Center.
Elle a signé de nombreux articles et critiques pour des publications telles que Art in America, Art Forum, Connoisseur ou le New York Times. Elle vit à New York.

## Art et mémoire
Biographe, Hayden Herrera est à l'origine de Frida : biographie de Frida Kahlo publié en 1983 aux éditions Harper & Row. En 2002, le long métrage Frida de Julie Taymor évoque le destin de la peintre mexicaine d'après le livre d'Hayden Herrera, avec dans le rôle principal l'actrice et productrice Salma Hayek,,. Grâce à cet ouvrage référence, l'historienne en art a su consolider sa place en tant que spécialiste de la vie et de l'œuvre de Frida Kahlo. 
En 2003, Hayden Herrera consacre une biographie à l'artiste peintre arméno-américain Arshile Gorky,. L'ouvrage est finaliste du Prix Pulitzer de la biographie ou de l'autobiographie 2004. En 2015, elle s'attache à la vie et l'œuvre à l'artiste américano-japonais, sculpteur et designer Isamu Noguchi dans Listening to Stone : The Art and Life of Isamu Noguchi, aux éditions Thames & Hudson,.

## Publications
- Frida : a biography of Frida Kahlo, Harper & Row, 1983
- Mary Frank, Harry N. Abrams, 1990
- Matisse : A Portrait, 1993
- Views from Abroad : European Perspectives on American Art I de Rudolf Herman Fuchs, Hayden Herrera, Adam D. Weinberg, Whitney Museum of American Art, 1995,  (ISBN 0874270960)
- Frida Kahlo : The Paintings, Harper Perennial, 2002
- Arshile Gorky : His Life and Work, Farrar, Straus and Giroux, 784p, 2005,  (ISBN 1466817089)
- Joan Snyder, Harry N. Abrams, 2006,  (ISBN 0810992183)
- Frida Kahlo: Song of Herself, de Salomon Grimberg, préface d'Hayden Herrera, 2008
- Listening to Stone : The Art and Life of Isamu Noguchi, Thames & Hudson Ltd, 448p, 2015,  (ISBN 0500093989)

### Traductions
- Frida : Biographie de Frida Kahlo, Éditions Anne Carrière, 657p, 1996,  (ISBN 2910188698)
- Frida : biographie de Frida Kahlo, réédition, traduction de Philippe Baudouin, Le Livre de Poche, 2003,  (ISBN 2253145734)
- Frida Kahlo, Confidences de Salomon Grimberg, préface d'Hayden Herrera, Éditions du Chêne, 160p, 2008,  (ISBN 2842779282)